# Czerwona Gwardia (Rosja)
Czerwona Gwardia (ros. Красная гвардия) – organizacja militarna bolszewików działająca w Rosji od rewolucji lutowej i obalenia caratu w marcu 1917 do utworzenia po przewrocie bolszewickim (rewolucji październikowej) Armii Czerwonej (luty 1918), składająca się z robotników przemysłowych, związanych z Socjaldemokratyczną Partią Robotniczą Rosji (bolszewików).
Po rewolucji lutowej 1917 i obaleniu cesarza Mikołaja II, oddziały Czerwonej Gwardii od kwietnia masowo powstawały w fabrykach, rekrutowane wśród członków partii socjalistycznych i związków zawodowych w których duże wpływy mieli bolszewicy. W czasie masowych demonstracji antyrządowych w Piotrogrodzie zwanych kryzysem lipcowym, czerwonogwardziści 4 lipca?/17 lipca 1917 obsadzili kluczowe punkty w mieście (między innymi na dworcach Fińskim i Nikołajewskim). Pod koniec sierpnia 1917, gdy przywódca bolszewików Włodzimierz Lenin ukrywał się w Finlandii, generał Ławr Korniłow, głównodowodzący armii rosyjskiej, wysłał wojska z frontu do Piotrogrodu – sytuacja wyglądała na próbę wojskowego puczu i przeszła do historii jako sprawa Korniłowa. Premier Aleksander Kiereński zwrócił się do Piotrogrodzkiej Rady Delegatów Robotniczych i Żołnierskich – w tym do bolszewików – o pomoc, pozwalając rewolucjonistom organizować robotników w Czerwoną Gwardię w celu obrony Piotrogrodu przed wojskiem Korniłowa. Wzmocniło to Gwardię która otrzymała dodatkowe uzbrojenie. 
Oddziały Czerwonej Gwardii, liczące wówczas około 200 tysięcy osób, razem ze zrewoltowanymi marynarzami i żołnierzami garnizonu piotrogrodzkiego  wzięły udział w przewrocie bolszewickim zapoczątkowującym rewolucję październikową, zdobyciu pałacu Zimowego i aresztowaniu ministrów rosyjskiego Rządu Tymczasowego 26 października?/8 listopada 1917.
Od listopada 1917 Czerwona Gwardia pełniła funkcje policyjne i ochraniała ważne obiekty. Po utworzeniu dekretem Rady Komisarzy Ludowych z 28 stycznia 1918 Armii Czerwonej, oddziały Gwardii weszły w jej skład.

## Polacy w Czerwonej Gwardii
Żołnierzami Czerwonej Gwardii byli między innymi późniejsi generałowie Armii Czerwonej i ludowego Wojska Polskiego: Karol Świerczewski, Stanisław Grochoczyński i Aleksander Romeyko.

## Galeria

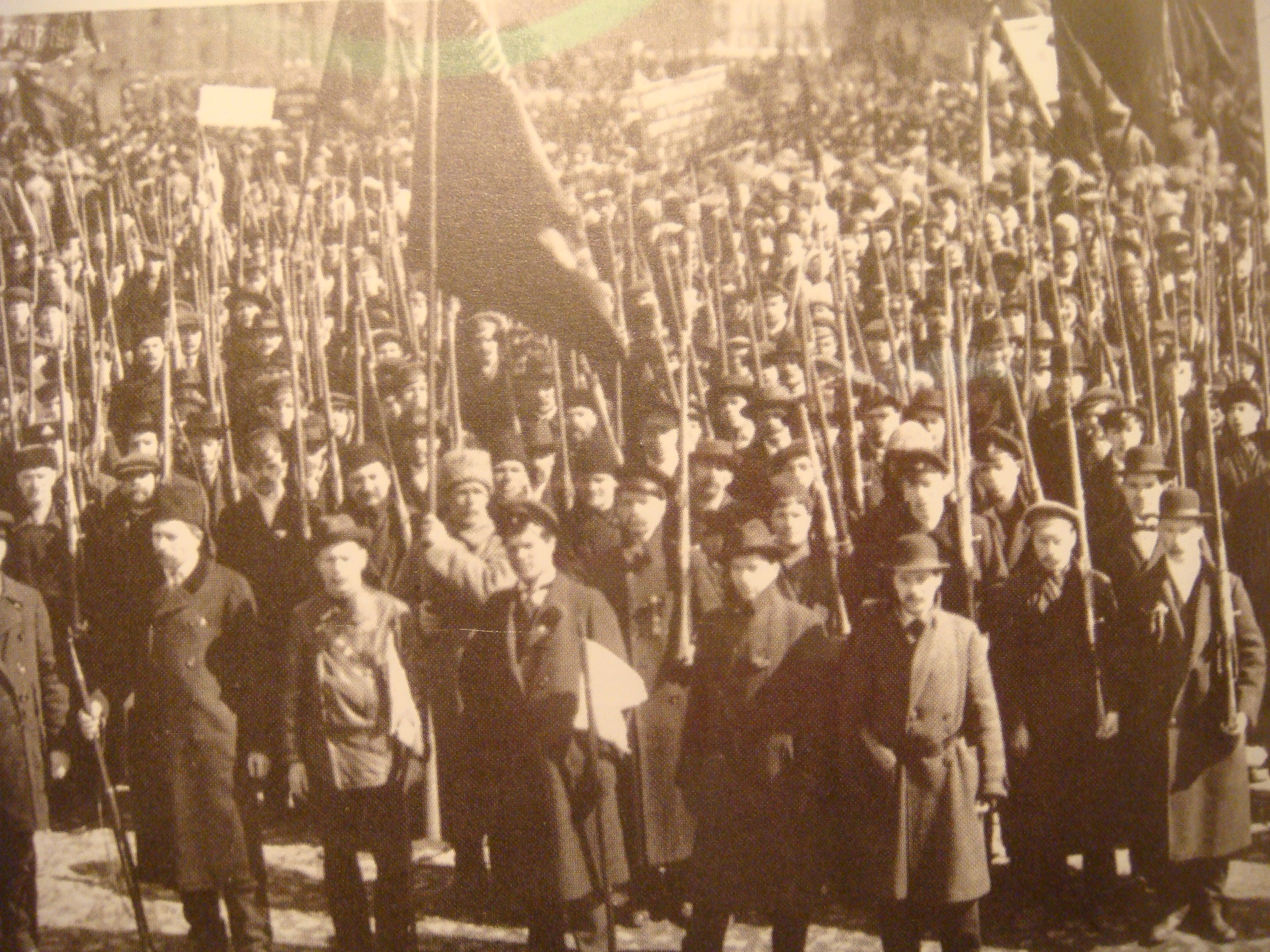
Członkowie jednego z pierwszych oddziałów Czerwonej Gwardii w Piotrogrodzie
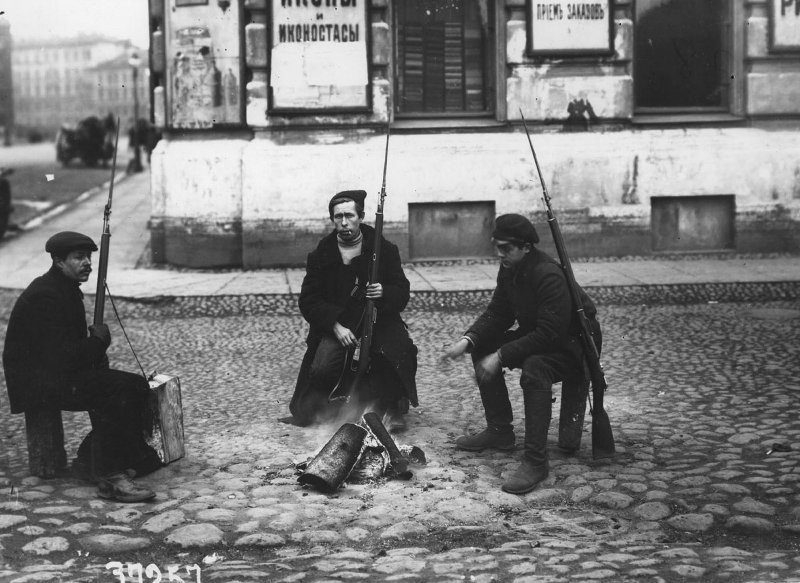
Patrol Czerwonej Gwardii na ulicy w Piotrogrodzie przy ognisku
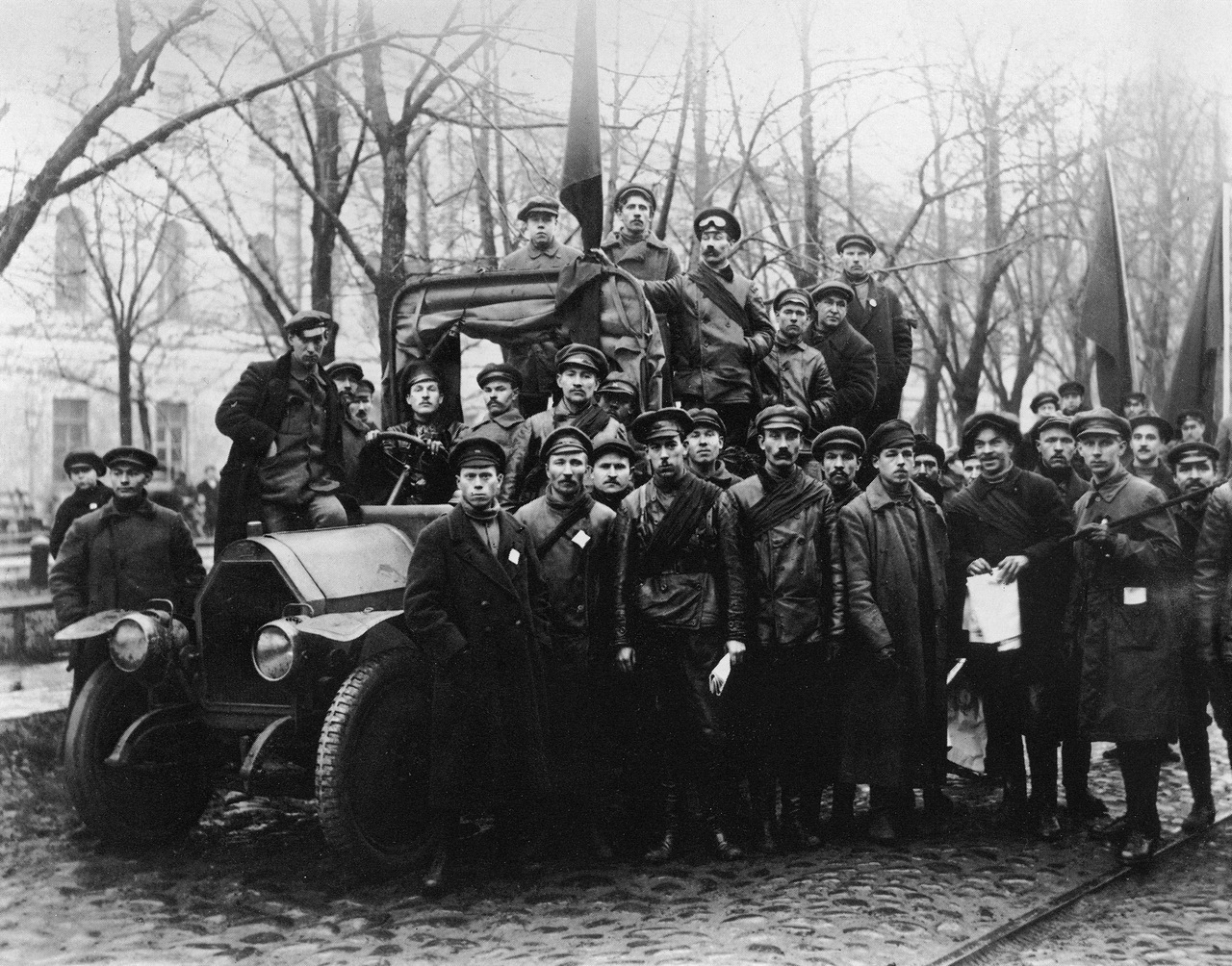
Zmotoryzowany oddział Czerwonej Gwardii w Piotrogrodzie
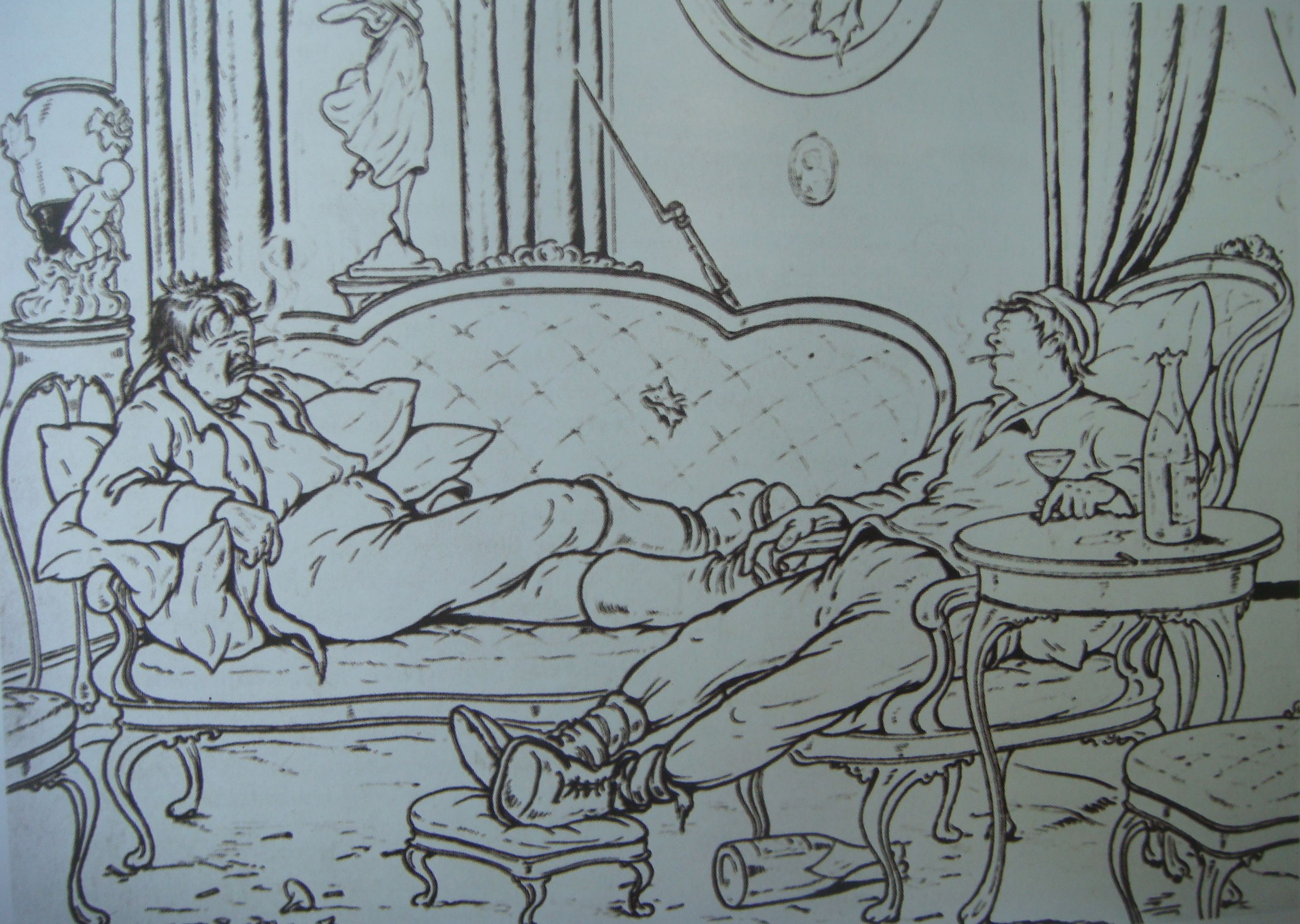
Członkowie Czerwonej Gwardii odpoczywają w burżuazyjnym mieszkaniu (karykatura)